# サンリオ
株式会社サンリオ（英: Sanrio Company, Ltd.）は、東京都品川区大崎にあるゲートシティ大崎内に本社を置き、キャラクターグッズやグリーティングカード等のソーシャルコミュニケーションギフト商品（プレゼント用品）の企画・販売、およびテーマパークの運営などを事業とする日本の企業である。みどり会の会員企業であり、三和グループに属している。

## 概要
1960年（昭和35年）8月10日、株式会社山梨シルクセンター（やまなしシルクセンター）として東京都千代田区で会社設立。山梨県庁の職員だった辻信太郎が、山梨県の特産物である絹製品を販売する同県の外郭団体だった「山梨シルクセンター」を株式会社化、すなわち民営化の上で社名をそのまま引き継いで創業したのが始まりである。だが同社はその本業では早々に失敗して小物雑貨の販売に転じ、最初の成功は花柄を付けたゴム草履だったという。
その後、商品にきれいでかわいいイラストを付けることで売れ行きが大きく伸びることを知った辻は、キャラクター商品の開発に乗り出す。1955年（昭和30年）12月に同社が初めて大手菓子メーカーと取引する際に「缶入りキャンディ」を開発するにあたり、缶に海賊や花の模様を意匠化した事がキャラクター商品開発のきっかけになったとされる。当初は水森亜土、やなせたかし、トシコ・ムトー等、外部のイラストレーターや漫画家にデザインを依頼していたが、やがて自社が著作権を持つキャラクターの開発を目指すようになる。
山梨シルクセンターはこうした事業内容の変化に伴い、国際的にも通用する名称を求め、1973年（昭和48年）4月に株式会社サンリオへ商号変更するとともに、東京都品川区西五反田へ本社を移転した。
典型的な同族経営企業であり、創業者の辻信太郎が2020年まで一貫して社長を務めていた。2002年には信太郎の長男である辻邦彦が副社長に就任し、次期社長就任は確実とされていたが、当時海外事業を担当していた邦彦が出張先の米国ロサンゼルスで急逝した。跡取り息子を失った信太郎は、2016年6月の株主総会で孫の辻朋邦を取締役へ就任させ、翌2017年には専務取締役へ昇格させ後継者に据えるとともに、朋邦の母である辻友子を取締役として若い息子の重責を補佐させていた。そして3年後の2020年7月1日付で、辻信太郎は代表権のある会長に退き、31歳となった辻朋邦を社長へ就任させ「代替わり」を行った。

### 社名の由来
社名「サンリオ」の由来については諸説ある。
まず、公式サイトにもあるサンリオの公式な説明として、スペイン語で「聖なる河」を意味する San río に由来するとしている。文明の発祥が大河のほとりにあったように、文化を興す河となることを願ってつけたというものである。2000年に出版された『これがサンリオの秘密です』（扶桑社）で、創業者の辻自身が述べている。また、現行のロゴマーク（1997年制定）も河の水をイメージしてデザインされたものである。
しかし、かつては異なった説明がなされていた。『これがサンリオの秘密です』の21年前に出版された1979年の上前淳一郎『サンリオの奇跡 －世界制覇を夢見る男達』（PHP研究所）ではそういった説明は一切ない。同書は辻やサンリオ関係者に取材したものであるが、サンリオの「サンリ」は「山梨」の音読みであり、残るオは「オウ、オウ、オウ」という叫び声が聞く者を陶然とさせるからと説明した。また、『週刊現代』の1978年6月8日号に掲載されたサンリオに関するレポート記事では「サンリは山梨、オはなんとなく語呂がいいから」とされた。月刊誌『宝石』の1980年7月号の対談記事では、辻自身がそれを認める発言が存在するという。
「山梨の王になる」という思いでサンリオ（山梨王）としたという説については、1989年の山根一眞『変体少女文字の研究』（講談社）の中で辻の言葉として挙げられているが、『これがサンリオの秘密です』、『サンリオの奇跡 －世界制覇を夢見る男達』、西沢正史『サンリオ物語 こうして一つの企業は生まれた』（サンリオ出版、1990年）のいずれもが否定している。また、フジテレビ『トリビアの泉』にて、視聴者から『山梨の王→サンリオ』の説が投稿されたが、フジテレビはサンリオの現在の説明（前述の「聖なる河」説）を正しいものとして、この番組の1コーナーである『ガセビアの沼』にて「ガセ」として否定した。
サンリオの月刊紙『いちご新聞』においては、辻信太郎は「山梨王」ならぬ「いちごの王様」を自称している。
なお、『いちご新聞』2015年8月号によれば、サンリオの創業目的は「友情と助け合いによる世界平和の実現」、サンリオの事業目的は「お互いのコミュニケーションのきっかけとなる小さな贈り物」を作ることとされている。

### 地域連携
- サンリオピューロランドが立地する東京都多摩市では、2002年度から「ハローキティにあえる街」として、サンリオと多摩市が連携してハローキティをはじめとしたサンリオキャラクターを活用した地域活性化に取り組んでいる[16][17]。コミュニティバス「多摩市ミニバス」にもサンリオラッピングの車両がある。またサンリオピューロランドの最寄り駅である多摩センター駅を走る京王電鉄および小田急電鉄もサンリオとタイアップし、多摩センター駅のサンリオキャラクター装飾を行っている。京王電鉄と京王電鉄バスではラッピング電車・バスも運行している。
- 創業地は東京都千代田区であるが[5]、株式会社サンリオへ商号変更後は品川区（五反田→大崎）に本社を置いている。その縁から2017年2月13日付で、品川区の「しながわ観光大使」に同社のキャラクター「シナモロール」が任命された[18]

## 沿革
（特に出典の明記のない参考文献：サンリオ『月刊いちご新聞』2010年8月号、2015年8月号。）

### 山梨シルクセンター
- 1960年（昭和35年）8月10日 -  創業者の辻信太郎が、株式会社山梨シルクセンターとして会社設立[3][5][19]。本社を東京都千代田区に置く[3][5]。
- 1962年（昭和37年） - オリジナルデザイン第1号「いちご」を開発、ギフト商品を発売[5][19][6]。このいちご柄の雑貨は子供たちの間で人気を博し、これを契機に本格的にキャラクター商品開発を開始。
- 1965年（昭和40年） - 水森亜土デザインのキャラクター「亜土ネコミータン」を使用した陶磁器を発売、人気商品となる。
- 1966年（昭和41年）8月 - 詩集『愛する歌』を刊行し、出版物の企画・販売を開始[5][19]。
- 1968年（昭和43年）11月 - サンリオ電機工業株式会社を設立。
- 1969年（昭和44年）12月11日 - サンリオグリーティング株式会社を設立[19][注釈 2]、グリーティングカードの企画・販売を開始[5][19]。アメリカのグリーティングカード大手「ホールマーク（Hall Mark）」の日本代理店であるJPCの業務を引き継いでメッセージカードの販売を始める。
- 1970年（昭和45年）
  - 五反田のTOCビルにショールーム「サンリオギャラリー」を開設（のちに同ビル内に本社を移転）。
  - キャラクター制作を、外部イラストレーターへの発注から自社制作へ変更。
- 1971年（昭和46年）
  - 新宿駅東口の新宿アドホックビルに、直営店「ギフトゲート」第1号店（現「新宿ギフトゲート」）を開店[5][19]。
  - 1月 - サンリオリース株式会社を設立（現・清川商事株式会社）、社有車や直営店の店舗用品のリース・社員の持ち株管理を行う。
- 1972年（昭和47年）12月 - サンリオ電機工業が山梨シルクセンターを合併。[要出典]

### 1970年代
- 1973年（昭和48年）

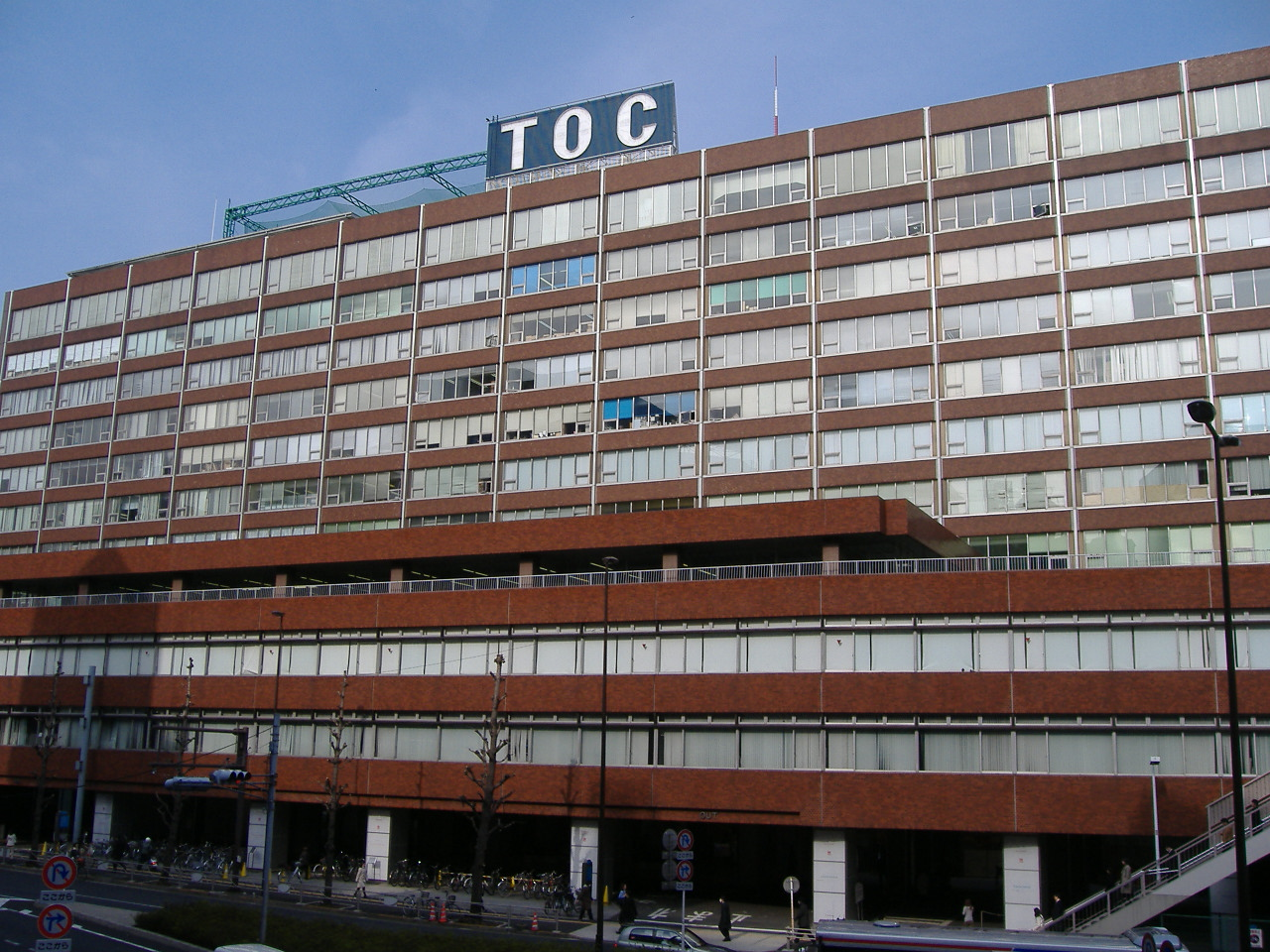
かつて本社を置いていた五反田TOCビル

  - 4月 - 株式会社サンリオに商号変更、同時に品川区西五反田のTOCビルへ本社を移転[5][19][6]。
  - 6月 - 本社のあるTOCビルに、レストラン1号店「サンリオ・サロン」を開店し、飲食業へ進出[5][19]。
  - 10月 - サンリオがサンリオグリーティング株式会社を吸収合併[5][19][注釈 3]
- 1974年（昭和49年）
  - 自社キャラクター第1弾として「ハローキティ」、「パティ&ジミー」を制作[5][19]。
  - 5月 - サンリオエンタープライズ株式会社を設立（現・光南商事株式会社）、社員の持ち株管理を行う。
  - 12月 - アメリカ・ハリウッドに「Sanrio Film Corporation of America」を設立（現「Sanrio,Inc.」）を設立[5][19]。同月よりアメリカで映画製作・配給業務を開始[5][19]。
- 1975年（昭和50年）3月
  - ハローキティのキャラクター商品第1号として「プチパース」[注釈 4]を発売[5][19]。
  - 4月 - 『いちご新聞』を創刊[5][19]。
  - 8月 - アニメ映画第1作となる『ちいさなジャンボ』を公開[19]。
  - 「リトルツインスターズ」、「マイメロディ」のキャラクターを制作[19]。
- 1976年（昭和51年）
  - 4月 -  自社制作オリジナルキャラクターの使用許諾業務を開始、キャラクターのライセンスビジネスを始める[5][19]。
  - アメリカ・サンフランシスコに現地法人「Sanrio,Inc.」を設立、サンフランシスコ州サンノゼに海外ギフトゲート第1号店となる「サンノゼ・ギフトゲート」を開店[19]。
- 1978年4月（昭和52年）
  - 映画『愛のファミリー』がアカデミー賞長編ドキュメンタリー部門を受賞[5][19]。
  - 7月 - 映画『キタキツネ物語』をロードショー公開（関連グッズも発売）[5][19][6]。

### 1980年代

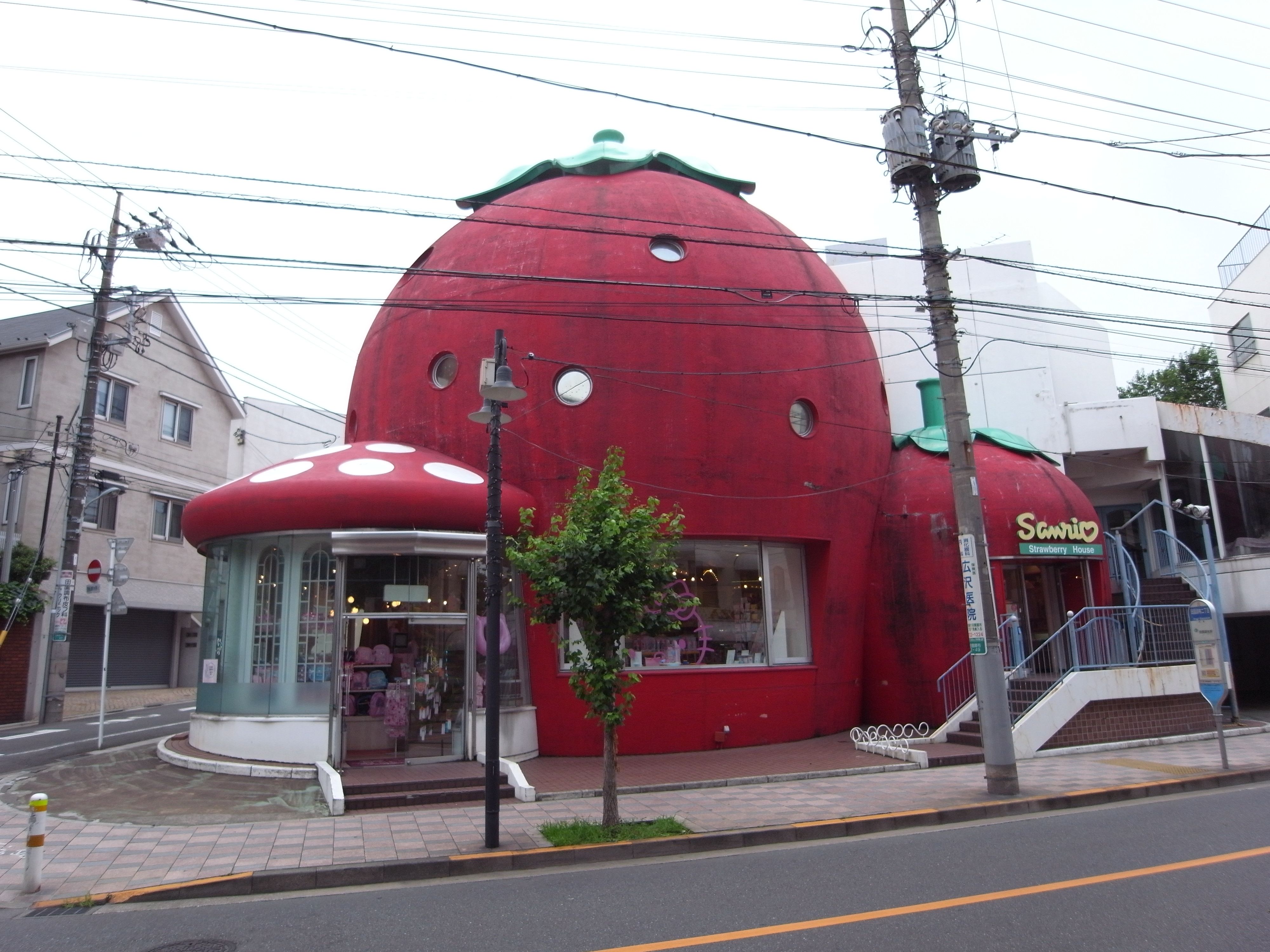
東京都大田区田園調布にあった「いちごのお家」
（解体済）

- 1980年（昭和55年）10月 - 千葉県松戸市に映画館「松戸サンリオ劇場」を開館[20]、映画興行事業に進出。
- 1982年（昭和57年）
  - 東京証券取引所市場第二部に上場[19]。
  - 5月 -  西ドイツ・ハンブルクに駐在員事務所を設立（現「Sanrio G.m.b.H.」）、ヨーロッパ市場の拡大を図る[5][19]。
- 1983年（昭和58年）
  - 西ドイツの駐在所を現地法人「Sanrio G.m.b.H.」として設立。
  - スイスに現地法人として「Sanrio AG」を設立。
  - ハローキティが米国ユニセフ子供大使に任命される[19]。
  - 12月 - 東京都大田区田園調布に「いちごのお家」をオープン。
- 1984年（昭和59年）
  - 1月 -  東京証券取引所市場第一部へ指定替え[5][19]。
  - 株式会社ココロを設立[19]。
- 1985年（昭和60年）
  - 10月 -  テレビアニメ第1作となる『夢の星のボタンノーズ』を放送開始[5][19]。
- 1986年（昭和61年）
  - ブラジルに現地法人として「Sanrio Do Brazil Comercio e Representacoes Ltda.」を設立[19]。
- 1987年（昭和62年）
  - 1月 - 東京都品川区大崎（現住所）へ本社を移転[5][19]。
  - 1月 - 株式会社サンリオ・コミュニケーション・ワールド（現・株式会社サンリオエンターテイメント）を設立[5][19]。「多摩サンリオコミュニケーションワールド（T.S.C.W）」建設の検討を始め、後のサンリオピューロランド建設へと繋がる。
  - 3月 - 千葉県船橋市の「ららぽーと2」に、屋内型ミニテーマパーク「サンリオファンタージェン」をオープン。
  - 10月 - アメリカのテレビ局であるCBSで、テレビアニメ『ハローキティ・フェアリアル・シアター』を放送。
  - 12月 - 東京都中央区銀座にコンセプトショップ「銀座サンリオギャラリー（「サンリオ 銀座ギフトゲート」）を開店。
- 1988年（昭和63年）
  - 10月 - ハーモニーランドの運営会社である株式会社ハーモニーランド（大分県速見郡日出町）の設立に参加（のちサンリオエンターテイメントへ合併）[5][19]。
- 1989年（昭和64年/平成元年）1月 - 京王グループが茨城県水戸市で運営していた映画館「水戸京王東宝劇場」の運営を引き継ぎ「水戸サンリオ東宝」へ改称[21]。

### 1990年代
- 1990年（平成2年）

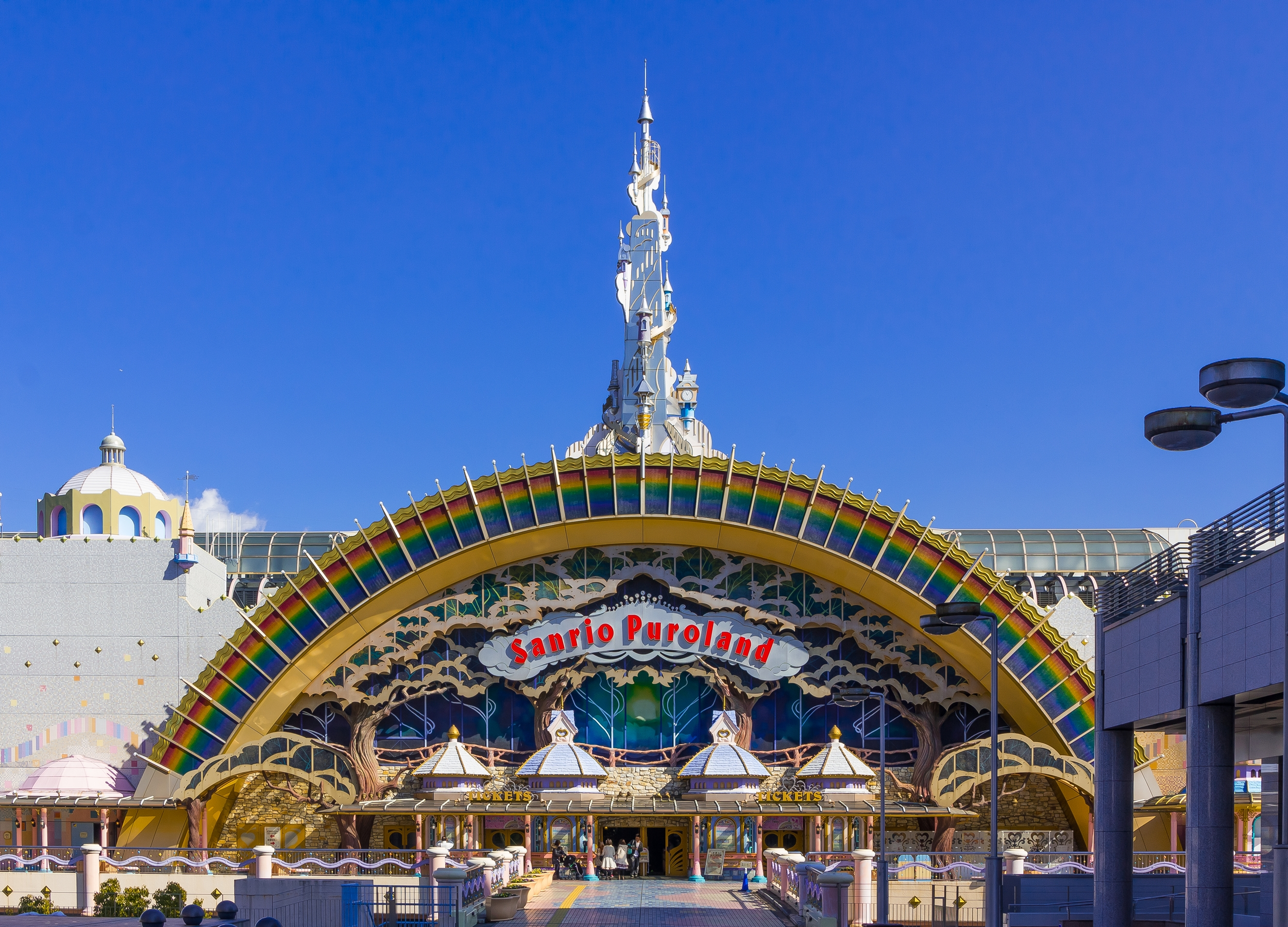
多摩ニュータウンに開園したサンリオピューロランド

  - 4月 - 株式会社サンリオファーイーストを設立[5][19]。
  - 12月7日 - 東京都多摩市の多摩ニュータウン内に屋内大型テーマパーク「サンリオピューロランド」をオープン[5][19]。
- 1991年（平成3年）1月 - 大分県に「ハーモニーランド」がオープン。
- 1992年（平成4年） - 台湾に現地法人として「三麗鷗有限公司」を設立[19]。
- 1994年（平成6年）
  - 5月 - 「ハローキティ」が日本ユニセフ協会の子供親善使節に任命される[5][19]。
  - 香港に現地法人として「Sanrio（Hong Kong）Co., Ltd.」を設立[19]。
- 1996年（平成8年） - 大人向け店舗「Vivitix」1号店を渋谷に開店。
- 1997年（平成9年） - ロゴマークを現在のものへ変更[22]。
- 1998年（平成10年）7月 - 韓国に現地法人として「Sanrio Korea Co., Ltd.」を設立[19]。

### 2000年代
- 2001年（平成13年）
  - 9月 - 「シナモロール」のキャラクターを制作[5][19]。
  - 物流部門を東京都江東区および立川市から、東京都町田市へ移転し統合[19]。
- 2002年（平成14年） - グリーティング事業に関する提携をウォルト・ディズニー・カンパニーと締結。
- 2003年（平成15年）
  - 中国・上海に現地法人として「三麗鷗（上海）国際貿易有限公司」を設立[19]。
  - ロシア初のサンリオショップをモスクワに開店[19]。
- 2004年（平成16年）- 「シュガーバニーズ」のキャラクターを制作[19]。
- 2006年（平成18年）3月31日 - 松戸サンリオシアターを佐々木興業に売却し、映画興行事業から撤退。
- 2008年（平成20年）
  - 5月 - 「ハローキティ」が国土交通省「ビジット・ジャパン・キャンペーン 中国・香港 観光親善大使」に任命される[5][19]。
- 「ジュエルペット」のキャラクターをセガトイズ（現・セガ フェイブ）と共同開発[5][19]。
- 2009年（平成21年） - 株式会社サンリオエンターテイメントを設立、テーマパーク事業会社を統合[19]。

### 2010年代
- 2010年（平成22年）
  - 7月6日 - 資本金149億9999万4000円のうち49億9999万4000円を減少し、100億円に変更（第50回定時株主総会で承認可決）[23]。
  - 9月30日 - 創業50周年に伴い、1株あたり5円の記念配当を実施[24]。
- 2011年（平成23年）
  - 6月10日 - 20万株（0.2%）を上限とする自己株式取得を発表[25]。2011年6月20日に、20万株を6億7373万2500円にて東京証券取引所における市場買付をしたと発表した[26]。
  - 6月23日 - ストックオプションとして新株予約権を発行する会社決議が、株主総会で承認可決された[27][28]。
  - 6月24日 - 普通配当10円、創業50周年記念配当5円、合計15円の期末配当を実施（これにより年間配当額20円、うち記念配当10円となった）[29]。
  - 8月16日 - B種優先株式24万株の全株式を取得（強制償還）。10月3日に消却[30]。
  - 12月 - ヨーロッパで人気のキャラクター「ミスターメン」を買収[6][31]。
- 2012年（平成24年）5月28日 - 本社機能を東京都品川区大崎一丁目11番1号へ移転[19]。登記上の本店所在地は東京都品川区大崎一丁目6番1号のまま変更なし[2][32]。
- 2013年（平成25年）11月20日 - 代表取締役副社長の辻邦彦が、出張先のアメリカ合衆国カリフォルニア州ロサンゼルスで急性心不全のため死去[7][12]。

- 2014年（平成26年）2月 - ハローキティ専門店をロシア連邦に開店[33]。
- 2015年（平成27年）
  - 1月1日 - 中国浙江省安吉にキャラクターのライセンスを付与して建設された海外初[34]の「ハローキティ」の屋外型テーマパークである「ハローキティパーク」がプレオープン[34][35]（全面開園は2015年7月1日）。
  - 7月 - アメリカに子会社「サンリオメディア＆ピクチャーズ・エンターテインメント（Sanrio Media ＆ Pictures Entertainment, Inc.）」を設立[36]。

### 2020年代
- 2020年（令和2年）
  - 1月 - ベビーグッズの新ブランド「Sanrio Baby」を立ち上げる[37]。
  - 7月 - 創業から60年にわたって社長を務めた辻信太郎が退任し、代表取締役会長に就任。後任の社長は孫（邦彦の長男）で専務取締役の辻朋邦[13]。
- 2021年（令和3年）8月 - 「Small Gift, Big Smile」に替わる新たなビジョン「One World, Connecting Smiles.」を制定する（企業サイト「トップメッセージ」を参照）。公式サイトもロゴマークの箇所などに修正が加えられる。
- 2025年（令和7年）6月 - IGポートとの資本業務提携を発表[38]。

## 主な事業
ハローキティなど様々なファンシーキャラクターグッズが有名で、自社開発のキャラクター総数は400種を超える。グリーティングカード事業では日本最大手である。その他に映画製作や出版事業も行う。
サンリオピューロランド（東京都多摩市）、ハーモニーランド（大分県速見郡日出町）などのテーマパーク事業も手がける。
外食産業にも参入しており、埼玉県などの一部地域でケンタッキーフライドチキンのフランチャイジーとして出店している。

### 映画事業
代表的なサンリオ映画には、1978年に第50回アカデミー賞の長編ドキュメンタリー賞を受賞した『愛のファミリー（en）』をはじめ、『キタキツネ物語』、『親子ねずみの不思議な旅』、『シリウスの伝説』、『くるみ割り人形』、『おしん』、『星のオルフェウス』、『小さなジャンボ』（やなせたかし作）、『ユニコ』(手塚治虫作)、『チリンの鈴』（やなせたかし作）、『ロングラン』、『妖精フローレンス』、『想い出を売る店』などがある。
1980年（昭和55年）10月、千葉県松戸市に、松戸サンリオ劇場（1スクリーン、のち2スクリーン）を開業。のちに移転して松戸サンリオシアター（4スクリーン）となったが、2006年（平成18年）に隣接していた松戸シネマサンシャインを運営する佐々木興業に売却・統合し、映画興行事業を撤退。
また、1989年（平成元年）に興行事業から撤退を発表していた京王グループより水戸京王東宝劇場を買収し、水戸サンリオ東宝と改称して運営していたが、こちらは松戸の閉館よりかなり早く、わずか3年後の1992年（平成4年）1月26日に閉館している。
2015年（平成27年）、映画やアニメーションの製作、デジタル事業を世界規模で展開することを目的として、アメリカに子会社「サンリオメディア＆ピクチャーズ・エンターテインメント（Sanrio Media ＆ Pictures Entertainment, Inc.）」を設立。

### 出版事業
定期刊行物として、『いちご新聞』（1975年創刊、最盛期には35万部を発行）、『詩とメルヘン』（やなせたかし編集。季刊→月刊。1973年春の号 - 2003年8月特別号）、『月刊いちごえほん』（『詩とメルヘン』のジュニア版。1975年1月号 - 1982年7月号）、『リリカ』（少女漫画雑誌。1976年11月号 - 1979年3月号）、『サンリオ』（1977年3月創刊）、『あそびの国』（4～6歳児対象の幼児向け雑誌。1979年 - 1995年12月号）、『KITTY GOODS COLLECTION』（1997年11月 - 2005年9月、創刊号（'97年冬号）・VOL.1 - 29の全30号。2009年、ハローキティ誕生35周年を記念した復刻版として『KITTY GOODS COLLECTION MEMORIAL』全3号が発行された）、『わんぱく・ぶっく』（1993年創刊、2歳から5歳までの女児向け、季刊・ムック扱い）『なかよし・ぶっく』（2004年創刊、4歳から6歳までの女児向け、季刊・ムック扱い）などを発行。
書籍での刊行は、1978年から1987年まで刊行されていたサンリオ文庫・サンリオSF文庫、1980年頃出版されていた「抒情詩集シリーズ」等がある。また、1981年から1985年まで刊行されたOL・主婦向けのラブロマンス小説シリーズ シルエット・ロマンス（その後ハーレクインに版権が移行し2006年まで刊行）や、1986年から2001年まで三百冊刊行したバーバラ・カートランドロマンスなどがある。これらの書籍の刊行の終了後は、以前から刊行していた幼児向けの児童書などを出版している。
下記の回想研究が刊行している。
- 『サンリオ出版大全　教養・メルヘン・SF文庫』慶應義塾大学出版会、2024年2月。ISBN 4-7664-2940-0

小平麻衣子ほか編、やなせたかし装画、小手鞠るい・小池昌代・永田萠ほかの回想も収録
- 『サンリオSF文庫総解説』牧眞司・大森望編、本の雑誌社、2014年9月。第46回星雲賞受賞

### 音楽事業
1977年にサンリオは全額出資の子会社・サンリオ音楽出版社を設立し、音楽事業に参入した。
1977年 - 1980年代頃にかけて、サンリオレコードというレーベルから子供向けの楽曲を中心としたレコードを発売した。これらのレコードは一般のレコード店などでは販売されず、サンリオの直営・フランチャイズ店限定での販売であった。
楽曲の出版権がサンリオ系列の音楽出版社にあり、「あの子はキティ」B面曲の「ハローキティ」や、「あなたの友だちキキとララ」など、一部の楽曲は、後年にカバーされたものがサンリオ製作のOVA作品の主題歌としても起用されている。
現在でも例えば2019年3月6日に発売された「MEMORY BOYS〜想い出を売る店〜」（V-1260）のDVD／BDのジャケットなどに「サンリオ音楽出版社」のクレジット表記がある。
代表曲
- いちご娘（アイリーン、1971年[43]。）
ジャケットやレーベルに山梨シルクセンターのコピーライト表記があるが、「San-Rio」のロゴと共に、サンリオレコードの表記もある。
- あの子はキティ（ハローキティ、1977年[43]）
- あなたの友だちキキとララ（リトルツインスターズ、1977年[43]）
- みんな一緒に（パティ&ジミー、1977年[43]）
- やっぱりおめでとう（作詞・作曲：小椋佳、1977年）

## スポーツ協賛
サンリオは、スポーツ支援活動として、若手女子ゴルファーの創出を目的とした「マイナビネクストヒロインゴルフツアー」や、フィンランド発祥のスポーツ「モルック」の普及活動を行う日本モルック協会などをスポンサード。
2022年9月には、Athlete Solutionと卓球・平野美宇選手とスポンサー契約を締結。サンリオがスポーツ選手とスポンサー契約を締結するのは、平野が初めてだった。
2023年4月21日付でスケートボーダーの西矢椛、織田夢海と所属選手契約を締結。サンリオ初の所属のスポーツ選手となった。

## 主なキャラクター
- ハローキティ
  - ディアダニエル
- マイメロディ
  - クロミ
- リトルツインスターズ（キキとララ）
- パティ&ジミー
- チアリーチャム
- ボタンノーズ
- マロンクリーム
- はぴだんぶい - サンリオ史上初のキャラクターユニット[47]。1980年代から1990年代に注目を浴びたキャラクターから構成される。
  - ポチャッコ
  - バッドばつ丸
  - ハンギョドン
  - アヒルのペックル
  - タキシードサム
  - けろけろけろっぴ
- ぽこぽん日記
- おさるのもんきち
- みんなのたあ坊
- ザシキブタ
- ザ ラナバウツ
- ポムポムプリン
- コロコロクリリン
- シンカンセン
- ウサハナ
- シナモロール
  - シナモエンジェルス
  - ルロロマニック
  - I.CINNAMOROLL
- シュガーバニーズ
- ジュエルペット（セガ フェイブとの共同開発）
- リルリルフェアリル（セガ フェイブとの共同開発）
- Beatcats（セガ フェイブとの共同開発）
- ウィッシュミーメル（Wish me mell）
- SHOW BY ROCK!!
- ぐでたま
- KIRIMIちゃん.
- アグレッシブ烈子（TBS系王様のブランチ内のアニメコーナーにおける同名アニメが初出）
- BUDDYEDDY
- サンリオ男子
- まるもふびより
- こぎみゅん
- ミュークルドリーミー
- チョコレイト共同開発
  - がおぱわるぅ
  - ぽっきょくてん
  - クマミレン
- はなまるおばけ
- サンボ・アンド・ハンナ

上記に挙げたもの以外にも、複数のサンリオキャラクターを集めたクロスオーバーブランドとして、『サンリオキャラクターズ』が存在する。

### 主なコラボレーションキャラクター
- ハローちゃん（よみうりテレビ｟1980年〜1995年｠）
- ターフィー（日本中央競馬会）
- ポップンベリー（バンダイ）
- AHII（全日本プロレス）
- ゴーちゃん。(ゴーエクスパンダ)（テレビ朝日）
- ふくちゃん（くすりの福太郎）
- リトルラヴィン（愛知銀行）[48]
- かぶきにゃんたろう（松竹）
- れおすけ（新浜レオン）
- アドローザトルマリィ（Ado）
- JOCHUM（JO1）

## グッズを販売している主な他社キャラクター
- ピーナッツ（スヌーピー他）
ごく初期からの長い付き合いがある外部版権キャラクター。オリジナルキャラクターができる前の看板版権だった。
- ディズニーもの（ミッキーマウス、くまのプーさん、マリー他）
- ベイブレードバースト[注釈 8]
- ルーニー・テューンズ
- セサミストリート
- たまごっちプラス（2005年11月販売開始）
- ブルーズ・クルーズ（2007年以後販売開始）
- ドラえもん（2014年・ハローキティとコラボ関係のため）
これとは別に、キティとのコラボで用いられたものによるサンリオオリジナルデザインが“I'm Doraemon”のブランド名でスピンオフされている[注釈 9]。CanCamにも登場することがある。
- クレヨンしんちゃん（2019年2月・ハローキティとコラボ関係のため）
- PUI PUI モルカー（2021年）
自社が担当したオリジナルのデザイン。
- おぱんちゅうさぎ
スヌーピー同様に当たりくじ等を販売している。
- ちいかわ
グリーティングカード等を販売している。

また、かつてはフィリックスを扱っていた時期も存在した。

## テーマパーク
日本
- サンリオピューロランド（東京都多摩市）
- ハーモニーランド（大分県速見郡日出町）

サンリオ系以外でもユニバーサル・スタジオ・ジャパン（大阪府大阪市此花区）、リナワールド（山形県上山市）、西武園ゆうえんち（埼玉県所沢市）、那須ハイランドパーク（栃木県那須郡那須町）にもサンリオのキャラクターが使用されているゾーンやアトラクションがある。
海外
- ハローキティ・アイランド（大韓民国・済州特別自治道西帰浦市、2013年12月開業[49]。運営は韓国企業のjacob C&E[50]）
- ハローキティ・パーク（中華人民共和国・浙江省湖州市安吉県、2015年1月1日部分開業[34]、同年7月1日開業[51][52]）

これ以外にもマレーシアやインドネシアなどにハローキティに関するアミューズメント施設や商業施設がある。

## 株主総会と株主優待

### 株主総会

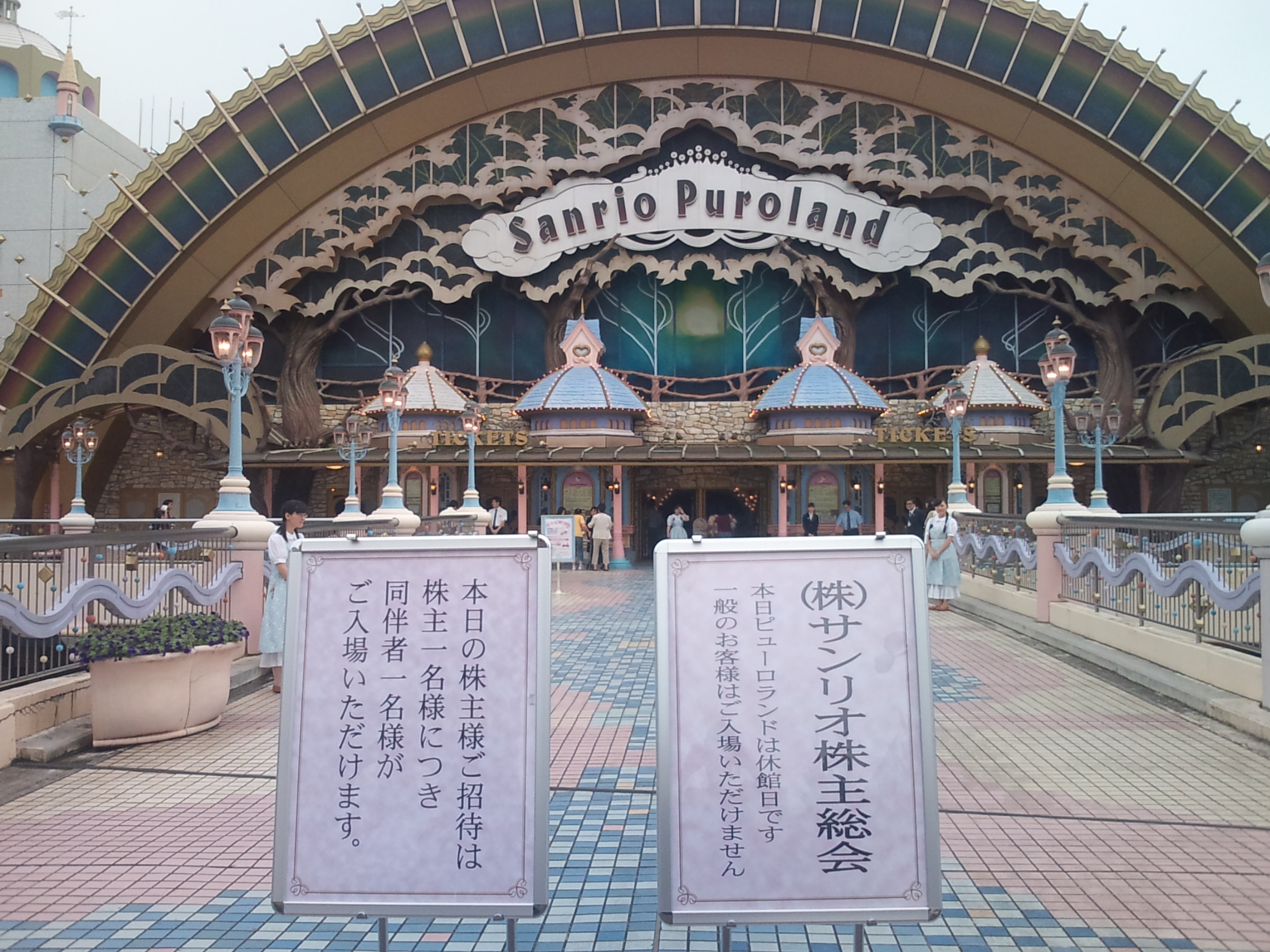
サンリオ株主総会での特別運営を行うサンリオピューロランド

定時株主総会は、サンリオピューロランド近くの「パルテノン多摩」で行われるのがここ数年の間の通例になっている（過去に一度だけ株主の声を受けてサンリオピューロランド内で行われたこともある）。
株主総会当日は、ピューロランドは一般には休館日であるが、特別運営されており、議決権行使書を提示することにより入場券を無料で入手できる。なお、全てのアトラクションは無料である（飲食、グッズなどは含まないが、株主割引がある場合がある。その際は別途案内がある）。株主総会会場に行くためには、一旦ピューロランドから出場しなければならないが、手にスタンプを押してもらうことで、総会終了後再入場が可能である。先に株主総会に出席してしまった場合は、株主総会の出席票を提出することでピューロランドに入場できる。ただし入場は議決権行使書の提示か出席票のどちらかのみが利用可能で、株主本人と同伴者1人、合計2人まで入場可能としている（2011年現在）。また、サンリオグッズがもれなく当たる「おみやげくじ」を提供するなどの工夫をしている。
2011年6月23日、東北地方太平洋沖地震による計画停電が心配されたなか行われた第51期株主総会でも、ピューロランドの特別運営は実施された（運営時間は短縮）。計画停電が実施された場合は特別運営の中止や打ち切りも案内され、計画停電が実施された場合、株主総会の開催を時間を繰り下げピューロランドで実施するとされた。

### 株主優待
サンリオは株主優待が多い会社として知られている。毎年3月末および9月末の株主に優待品が送られる。
- サンリオピューロランド、ハーモニーランド共通株主優待券（パスポート券と同等品）

| 保有株数      | 優待券枚数 |
| ------------- | ---------- |
| 100株以上     | 3枚        |
| 500株以上     | 6枚        |
| 1,000株以上   | 8枚        |
| 4,000株以上   | 10枚       |
| 10,000株以上  | 12枚       |
| 50,000株以上  | 15枚       |
| 100,000株以上 | 20枚       |

2011年9月末の株主優待より、500株以上の区分が新設され、共通株主優待券の枚数が変更（増加）された。
- 株主ご優待券（1000円割引券）
- 株主限定オリジナルデザイン商品
- いちご新聞

## 関連会社

### 日本
- 株式会社サンリオエンターテイメント
- 株式会社ココロ
- 株式会社サンリオファーイースト
- サンリオ自動車リース株式会社
- 株式会社サンリオエンタープライズ
- 株式会社サンリオ音楽出版社
- 株式会社サンリオウェーブ
- 株式会社パントゥリー
- 清川商事株式会社 - 持ち株管理会社。サンリオリース株式会社として設立し社有車・直営店舗用品のリース・社員の持ち株管理を行っていた。サンリオ上場に伴いリース業から撤退し、社名を変更。
- 光南商事株式会社 - 持ち株管理会社。サンリオリースにキャピタル・ゲインが発生するのを避けるために、サンリオエンタープライズ株式会社として設立。サンリオ上場に伴い社名を変更。1980年代に平凡社が経営不振になった際、同社は売却したサンリオ株をすべて引き取った。

### 海外
- Sanrio, Inc.（米国） - 1976年設立
- Sanrio Media & Pictures Entertainment, Inc.（米国）[36]
- Sanrio do Brasil Comerico e Representacoes Ltda.（ブラジル）
- 三麗鷗股份有限公司 [Sanrio Taiwan Co., Ltd.]（台湾）
- Sanrio GmbH（ドイツ） - 1983年設立
- Sanrio (Hong Kong) Co., Ltd.（香港）
- Sanrio Korea Co., Ltd.（韓国）
- 三麗鷗上海国際貿易有限公司 [Sanrio Shanghai International Trading Co., Ltd.]（中国）
- Sanrio Asia Merchandise Co., Ltd.（香港）
- Sanrio Wave Hong Kong Co., Ltd.（香港）
- Sanrio Global Ltd.（英国）
- Mister Men Ltd.（英国）
- THOIP（英国）
- Mister Films Ltd.（英国）
- Sanrio UK Finance Ltd.（英国）
- Sanrio Chile SpA.（チリ）
- Sanrio Global Asia Ltd.（香港）

## 不祥事・事案など
- 1988年7月22日、サンリオの黒人をモチーフとしたキャラクター「サンボ・アンド・ハンナ」がアメリカ合衆国で問題視され、黒人差別の実例として同日付のワシントン・ポストに掲載された。サンリオは記事が掲載された即日に発売中止・回収を決定し、現地法人のSanrio Inc.も対策を取った。その後に社会福祉・文化交流の計画を具体的に打ち出したこともあり、結果的にアメリカのマスメディアや黒人団体から「対米進出企業の模範」と賞賛され、サンリオのイメージアップに繋がった[56]。
- 2010年10月、サンリオが自社制作したキャラクター「キャシー」が、ディック・ブルーナのキャラクター「ミッフィー」に酷似しているとして、ブルーナから著作権侵害で提訴された[57][58]。同年11月2日、アムステルダムの裁判所はブルーナの主張を認め、ベネルクス三国での製造販売差し止めと、判決に従わない場合の間接強制（製造販売を取り止めるまでの間、1日につき2万5千ユーロ）を言い渡された[59][60]。これに対しサンリオでは、訴訟に先駆けて自社の決定により、2009年11月以降は「キャシー」を製品に使用していなかったが[61]、裁判の場では「原告の権利を侵害していないと主張していく」として、オランダの裁判所に不服申立てをしていた[62][63]。そして翌2011年3月11日に東日本大震災が発生したことから、同年6月7日、ブルーナの知的所有権を管理するメルシス社（オランダ・アムステルダム）とサンリオは「訴訟を行うことにより費やす両社の諸費用をむしろ日本の復旧・復興のために寄付すべきである」という結論に至り、両社は係争中の訴訟のすべてを取り下げて和解し、2社共同で15万ユーロ（約1,750万円）を東日本大震災への義援金として寄付することとした（サンリオはそれとは別に義援金や支援物資の寄付をしている）[61][64]。
- 2018年12月12日 - 商品の製造業者176社に対し、納品から半年以上経過した商品を引き取るよう強要し、約1,800万円の不利益を生じさせたとして、公正取引委員会から下請法違反で勧告を受けた[65]。
- 2025年 - アニメ『おねがいマイメロディ』で初登場したサンリオのキャラクター「クロミ」の作者について、公式ファンブック『クロミのヒミツ』（2023年）にて「HELLO KITTYの担当デザイナーである山口裕子さんです」と記載されたことに対し、アニメを制作したスタジオコメットが異を唱えて著作者人格権に関する裁判を起こしたことが明らかとなった[66]。